# Lánclevél

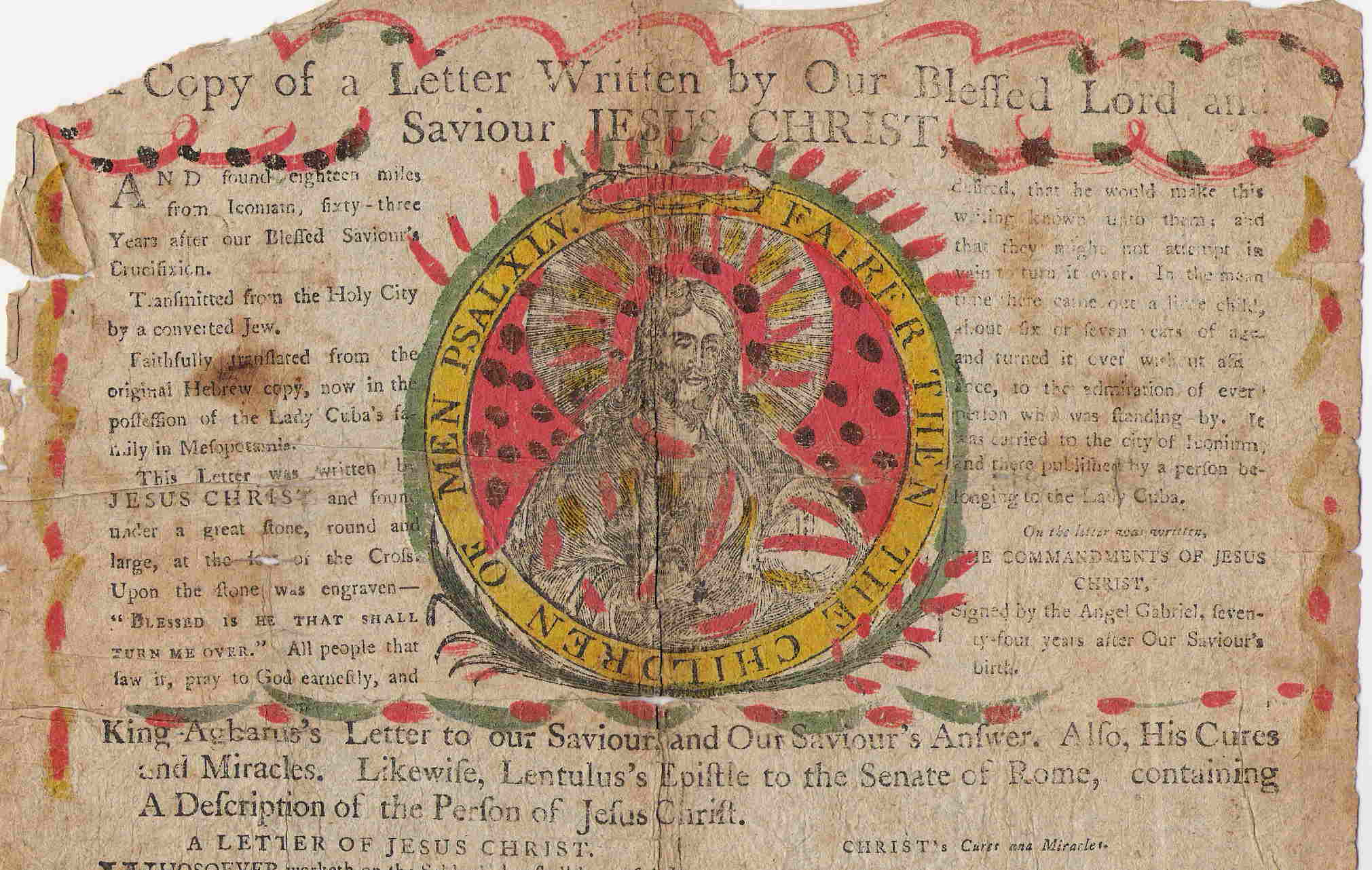
18. századi lánclevél, amely Jézus nevében íródott és bűnbocsánatot és jó szerencsét ígér a terjesztőjének.

A lánclevél olyan üzenet, amiben a címzettet megkérik, hogy továbbítsa a levelet néhány ismerősének. Tartalmától függetlenül figyelmeztetést vagy felhívást tartalmaz. Valóságtartalma általában csekély vagy félrevezető, a levél beugratásnak tekinthető, előfordul, hogy kárt okoz.

## A lánclevél tartalma
A levél tartalma lehet:
- érzelmekre ható üzenet
- pénzszerzéssel kecsegtető
- életvezetési tanácsokat adó
- vírusriasztást közlő
- segítségkérő
- stb.

Lánclevél az internet kora előtt is létezett, a postaládába bedobott bélyeg- vagy akár boríték-nélküli, fénymásolt kiviteléről lehet megismerni.
Az internet és az e-mail elterjedésével a lánclevelek gyakoribbak lettek, gyorsabban terjednek és nagyobb tömegeket érnek el.
A lánclevél többnyire egy személyes ismerősünktől érkezik, ez azonban nem jelenti azt, hogy a levél tartalmához neki bármi köze lenne. A bizalom következtében azonban a kapott levelet könnyebben továbbküldjük, mintha egy ismeretlentől kaptuk volna.
A lánclevelek nagy része ártatlan tréfa, de vannak olyanok is, amik kárt okozhatnak azoknak,
akik elhiszik a levél tartalmát. Előfordulhat például olyan, vírusriasztásról szóló levél, ami egy vírus elhárítására bizonyos fájlok törlésére szólít fel, és ha ezt megtesszük, a gépünk a következő bekapcsoláskor nem indul el.
A levelek gyakran ismert és tekintélyes intézményekre, szoftvercégekre, egyetemi kutatásokra, személyekre hivatkoznak, ezzel próbálják növelni az üzenet hitelességét, azonban hivatkozásokat nem adnak meg az eredeti közlésre.

## Mit kell tenni a lánclevéllel?
Nem szabad tovább küldeni!
Szinte nincs olyan eset, amikor szükség lehetne arra, hogy bármit, amit mások írtak úgy továbbítsunk több embernek, hogy felszólítjuk őket, hogy ugyanezt tegyék.
A lánclevelek döntő többsége beugratás (vagyis vagy a mondanivalója valótlan, vagy a tartalma valamilyen módon manipulatív), és ezeket gyakran a tájékozott címzettek nem akarják megkapni, így elküldésük ellenérzést szülhet; a tájékozatlan vagy tapasztalatlan címzettek pedig esetleg nem képesek a manipuláció felismerésére, és áldozatai lehetnek az átejtésnek.
Azon elenyésző mennyiségű levelek, amik esetleg jogosan terjednének lánclevél formában általában nem tartalmazzák a minimálisan szükséges adatokat ahhoz, hogy megakadályozzák a károkozást és azt, hogy időben és térben indokolatlanul terjedjenek, az eredeti céllal általában ellentétes módon.
Semmiképp nem szabad a levélben benne hagyni mások e-mail-címeit, mert ezeket illegális címlisták gyűjtésére felhasználhatják.
Levélben szereplő kattintható hivatkozásra soha ne kattintsunk (ez minden e-mailre igaz, nem csak a lánclevelekre). Ha a levél hivatkozást tartalmaz, gépeljük be, különben gépünk kártevő programokkal fertőződhet, vagy adathalászat (phishing) áldozataivá válhatunk.

### Figyelmeztető válaszlevél
Egy levelet el lehet küldeni válaszként a feladónak figyelmeztetésül. Ezt a levelet lehet használni többször is, persze mindig frissítve az aktuális tartalommal. Érdemes a TO: mezőt üresen hagyni, vagy a saját nevünket beírni, a valódi címzetteket pedig BCC-be rakni.
Íme a levél:
```
Kedves küldő, kedves mindenki!

Ez a levél egy hoax, azaz lánclevél, hamisítvány.

Elmondom, mit tehetsz, mit érdemes tenned, ha olyan levelet kapsz, ami továbbküldésre buzdít:

1. Ellenőrizd a levél forrását:

– ha van telefonszám, felhívhatod, és megkérdezheted a levél valóságtartalmát

– ha van e-mail cím, érdeklődhetsz ott is

– visszakérdezhetsz a küldőtől, hogy ellenőrizte-e a levél valódiságát

2. Ellenőrizd a levél tartalmát:

- az előbbieknél hatékonyabb, ha kimásolsz egy sort a levélből, beírod a Google keresőbe idézőjelekkel, és mellé írod a hoax szót, pl.
így:

"Szeretném minden ismerősöm figyelmét felhívni" hoax

Az eredmények között meg fogod találni a leleplező leírást, ha van, ahogy ebben az esetben én is megtaláltam itt:

http://www.kisalfold.hu/gyori_hirek/gyori_hoax_nagy_fekete_autoba_tuszkolnak_fiatal_lanyokat/2097665/
 
Archiválva
 
2009. június 8-i
 dátummal a 
Wayback Machine
-ben

3. Olvasd el az alábbi cikkeket:

https://web.archive.org/web/20130810225730/http://yikes.tolna.net/hoax/

Az utóbbinak meglehetősen erős, maró stílusa van, de kellő humorérzékkel vállalható az olvasása.
```

## A levelek valóságtartalma
A gyors pénzszerzéssel kapcsolatos levelek általában nem igazak. Az is lehetséges, hogy az ajánlott tevékenység törvénytelen (lásd: pilótajáték).
A vírusriasztással kapcsolatos levelek általában nem igazak, és nincs szükség lánclevélre ahhoz, hogy tudjuk: a védekezés szükséges.
A segítségkérő leveleknél – ahol például véradást kérnek–, a leggyakrabban a levélből nem állapítható meg a levél eredeti keltezése, illetve az, hogy miképp értesíti a sok ezer lánclevelezőt az eredeti feladó, ha már nincs szüksége segítségre, így a levél lehet, hogy évek óta egészséges (vagy épp elhunyt) emberekről szól. (A véradást amúgy is hatékonyabban szervezi a Magyar Vöröskereszt, akik szintén soha nem írnak lánclevelet.)
Ritkább az, hogy az eredeti feladó elég gondos ahhoz, hogy adatait – leggyakrabban mobiltelefonszámát – megadja, ekkor továbbítás előtt ellenőrizzük a levél valódiságát. Ekkor derül ki általában, hogy a levél fél éve nem aktuális, és a feladó ezt naponta több száz embernek kell, hogy elmondja.

## Példa
Egy 2006 októberében keringő lánclevél:
```
Subject: Vírusveszély

Egy amerikai barátomtól a következő figyelmeztető üzenetet kaptam:

Az elkövetkezendő napokban E-mail útján képeket küldhetnek, melyen Osama Bin-Laden vagy felakasztva látható, vagy elfogása látható.

Ha ilyen E-mailt kap(sz), ezt a mellékletet nem szabad megnyitni, mert a merevlemezt azonnal, menthetetlenül tönkreteszi, leégeti.

Kérem, küldje(d) tovább ezt az üzenetet mindenkinek, aki az E-mail listá(do)n van! Inkább kapjuk meg ezt a veszélyt jelző üzenetet
100xszor, mintsem tönkremenjenek a legfontosabb adataink a számítógéppel együtt.

Ha olyan üzenetet kap(sz) amelynek címe: ?Invitation" ? függetlenül attól, hogy ki küldte, azonnal ki kell törölni, mindenhonnan,
lomtárból is, és a számítógépet le kell állítani!

Ez a vírus, mely világszerte kering, eddig minden más vírusnál kártékonyabb. Ennek veszélyét a CNN tette közzé.

```